# Eliminatórias da Copa do Mundo FIFA de 2022 – CONCACAF (terceira fase)
Esta página apresenta os resultados das partidas da terceira fase das eliminatórias da CONCACAF para a Copa do Mundo FIFA de 2022.

## Formato
As oito seleções disputaram entre si em turno e returno. As três primeiras seleções classificam-se para a Copa do Mundo FIFA de 2022. A quarta colocada disputa a repescagem.

## Seleções classificadas
As cinco melhores seleções classificadas pelo Ranking da FIFA de julho de 2020 (em parênteses) entraram diretamente nesta fase.
| Seleções classificadas a terceira fase                                                    | Vencedores da segunda fase                        |
| ----------------------------------------------------------------------------------------- | ------------------------------------------------- |
| 1. México (11) 2. Estados Unidos (22) 3. Costa Rica (46) 4. Jamaica (48) 5. Honduras (62) | 1. El Salvador (69) 2. Canadá (70) 3. Panamá (78) |

## Classificação
| Pos | Equipe         | Pts | J  | V | E | D  | GP | GC | SG  | Classificado                |  | CAN | MEX | USA | CRC | PAN | JAM | SLV | HON |
| --- | -------------- | --- | -- | - | - | -- | -- | -- | --- | --------------------------- |  | --- | --- | --- | --- | --- | --- | --- | --- |
| 1   | Canadá         | 28  | 14 | 8 | 4 | 2  | 23 | 7  | +16 | Copa do Mundo de 2022       |  | —   | 2–1 | 2–0 | 1–0 | 4–1 | 4–0 | 3–0 | 1–1 |
| 2   | México         | 28  | 14 | 8 | 4 | 2  | 17 | 8  | +9  | Copa do Mundo de 2022       |  | 1–1 | —   | 0–0 | 0–0 | 1–0 | 2–1 | 2–0 | 3–0 |
| 3   | Estados Unidos | 25  | 14 | 7 | 4 | 3  | 21 | 10 | +11 | Copa do Mundo de 2022       |  | 1–1 | 2–0 | —   | 2–1 | 5–1 | 2–0 | 1–0 | 3–0 |
| 4   | Costa Rica     | 25  | 14 | 7 | 4 | 3  | 13 | 8  | +5  | Repescagem intercontinental |  | 1–0 | 0–1 | 2–0 | —   | 1–0 | 1–1 | 2–1 | 2–1 |
| 5   | Panamá         | 21  | 14 | 6 | 3 | 5  | 17 | 19 | −2  | Eliminados                  |  | 1–0 | 1–1 | 1–0 | 0–0 | —   | 3–2 | 2–1 | 1–1 |
| 6   | Jamaica        | 11  | 14 | 2 | 5 | 7  | 12 | 22 | −10 | Eliminados                  |  | 0–0 | 1–2 | 1–1 | 0–1 | 0–3 | —   | 1–1 | 2–1 |
| 7   | El Salvador    | 10  | 14 | 2 | 4 | 8  | 8  | 18 | −10 | Eliminados                  |  | 0–2 | 0–2 | 0–0 | 1–2 | 1–0 | 1–1 | —   | 0–0 |
| 8   | Honduras       | 4   | 14 | 0 | 4 | 10 | 7  | 26 | −19 | Eliminados                  |  | 0–2 | 0–1 | 1–4 | 0–0 | 2–3 | 0–2 | 0–2 | —   |

## Partidas

### Primeira rodada
| 2 de setembro de 2021 | Canadá          | 1 – 1         | Honduras     | BMO Field, Toronto             |
| 20:05 (UTC−4)         | Larin 66' (pen) | FIFA CONCACAF | A. López 40' | Árbitro: MEX Fernando Guerrero |

| 2 de setembro de 2021 | Panamá | 0 – 0         | Costa Rica | Estádio Rommel Fernández, Cidade do Panamá |
| 20:05 (UTC−5)         |        | FIFA CONCACAF |            | Árbitro: SLV Iván Barton                   |

| 2 de setembro de 2021 | México                | 2 – 1         | Jamaica       | Estádio Azteca, Cidade do México |
| 21:00 (UTC−5)         | Vega 50' · Martín 89' | FIFA CONCACAF | Nicholson 65' | Árbitro: HON Selvin Brown        |

| 2 de setembro de 2021 | El Salvador | 0 – 0         | Estados Unidos | Estádio Cuscatlán, San Salvador    |
| 20:05 (UTC−6)         |             | FIFA CONCACAF |                | Árbitro: CRC Juan Gabriel Calderón |

### Segunda rodada
| 5 de setembro de 2021 | Jamaica | 0 – 3         | Panamá                                     | Independence Park, Kingston |
| 17:00 (UTC−5)         |         | FIFA CONCACAF | Andrade 14' · Blackburn 39' · Waterman 82' | Árbitro: SLV Ismael Cornejo |

| 5 de setembro de 2021 | El Salvador | 0 – 0         | Honduras | Estádio Cuscatlán, San Salvador |
| 17:00 (UTC−6)         |             | FIFA CONCACAF |          | Árbitro: GUA Walter López       |

| 5 de setembro de 2021 | Costa Rica | 0 – 1         | México             | Estádio Nacional, San José |
| 17:00 (UTC−6)         |            | FIFA CONCACAF | Pineda 45+1' (pen) | Árbitro: USA Ismail Elfath |

| 5 de setembro de 2021 | Estados Unidos | 1 – 1         | Canadá    | Nissan Stadium, Nashville  |
| 19:00 (UTC−5)         | Aaronson 55'   | FIFA CONCACAF | Larin 62' | Árbitro: JAM Oshane Nation |

### Terceira rodada
| 8 de setembro de 2021 | Canadá                                   | 3 – 0         | El Salvador | BMO Field, Toronto           |
| 19:30 (UTC−4)         | Hutchinson 6' · David 11' · Buchanan 59' | FIFA CONCACAF |             | Árbitro: CRC Ricardo Montero |

| 8 de setembro de 2021 | Costa Rica | 1 – 1         | Jamaica       | Estádio Nacional, San José |
| 19:00 (UTC−6)         | Marín 3'   | FIFA CONCACAF | Nicholson 47' | Árbitro: CAN Drew Fischer  |

| 8 de setembro de 2021 | Panamá        | 1 – 1         | México     | Estádio Rommel Fernández, Cidade do Panamá |
| 20:05 (UTC−5)         | Blackburn 28' | FIFA CONCACAF | Corona 76' | Árbitro: GUA Mario Escobar                 |

| 8 de setembro de 2021 | Honduras | 1 – 4         | Estados Unidos                                         | Estadio Olímpico Metropolitano, San Pedro Sula |
| 20:05 (UTC−6)         | Moya 27' | FIFA CONCACAF | Robinson 48' · Pepi 75' · Aaronson 86' · Lletget 90+3' | Árbitro: MEX Fernando Hernández                |

### Quarta rodada
| 7 de outubro de 2021 | Honduras | 0 – 0         | Costa Rica | Estadio Olímpico Metropolitano, San Pedro Sula |
| 18:05 (UTC−6)        |          | FIFA CONCACAF |            | Árbitro: GUA Mario Escobar                     |

| 7 de outubro de 2021 | Estados Unidos | 2 – 0         | Jamaica | Q2 Stadium, Austin      |
| 19:30 (UTC−5)        | Pepi 49', 62'  | FIFA CONCACAF |         | Árbitro: GRN Reon Radix |

| 7 de outubro de 2021 | México      | 1 – 1         | Canadá     | Estádio Azteca, Cidade do México |
| 20:40 (UTC−5)        | Sánchez 21' | FIFA CONCACAF | Osorio 42' | Árbitro: SLV Ismael Cornejo      |

| 7 de outubro de 2021 | El Salvador   | 1 – 0         | Panamá | Estádio Cuscatlán, San Salvador |
| 20:05 (UTC−6)        | Hernández 37' | FIFA CONCACAF |        | Árbitro: JAM Oshane Nation      |

### Quinta rodada
| 10 de outubro de 2021 | Jamaica | 0 – 0         | Canadá | Independence Park, Kingston |
| 17:00 (UTC−5)         |         | FIFA CONCACAF |        | Árbitro: CRC Keylor Herrera |

| 10 de outubro de 2021 | Panamá    | 1 – 0         | Estados Unidos | Estádio Rommel Fernández, Cidade do Panamá |
| 17:00 (UTC−5)         | Godoy 54' | FIFA CONCACAF |                | Árbitro: MEX César Arturo Ramos            |

| 10 de outubro de 2021 | Costa Rica                  | 2 – 1         | El Salvador   | Estádio Nacional, San José |
| 16:00 (UTC−6)         | Ruiz 52' · Borges 58' (pen) | FIFA CONCACAF | Henríquez 12' | Árbitro: HON Said Martínez |

| 10 de outubro de 2021 | México                                    | 3 – 0         | Honduras | Estádio Azteca, Cidade do México |
| 17:45 (UTC−5)         | Córdova 18' · Funes Mori 76' · Lozano 86' | FIFA CONCACAF |          | Árbitro: USA Ismail Elfath       |

### Sexta rodada
| 13 de outubro de 2021 | Estados Unidos                | 2 – 1         | Costa Rica | Lower.com Field, Columbus     |
| 19:00 (UTC−4)         | Dest 25' · Moreira 66' (g.c.) | FIFA CONCACAF | Fuller 1'  | Árbitro: JAM Daneon Parchment |

| 13 de outubro de 2021 | Canadá                                                     | 4 – 1         | Panamá       | BMO Field, Toronto              |
| 19:30 (UTC−4)         | Murillo 28' (g.c.) · Davies 66' · Buchanan 71' · David 78' | FIFA CONCACAF | Blackburn 5' | Árbitro: USA Armando Villarreal |

| 13 de outubro de 2021 | Honduras | 0 – 2         | Jamaica                | Estadio Olímpico Metropolitano, San Pedro Sula |
| 18:05 (UTC−6)         |          | FIFA CONCACAF | Roofe 38' · Fisher 79' | Árbitro: GUA Bryan López                       |

| 13 de outubro de 2021 | El Salvador | 0 – 2         | México                           | Estádio Cuscatlán, San Salvador |
| 20:05 (UTC−6)         |             | FIFA CONCACAF | Moreno 30' · Jiménez 90+3' (pen) | Árbitro: CAN Drew Fischer       |

### Sétima rodada
| 12 de novembro de 2021 | Honduras            | 2 – 3         | Panamá                               | Estádio Olímpico Metropolitano, San Pedro Sula |
| 19:05 (UTC−6)          | Elis 30' · Moya 59' | FIFA CONCACAF | Waterman 77' · Yanis 81' · Davis 85' | Árbitro: CAN Drew Fischer                      |

| 12 de novembro de 2021 | El Salvador | 1 – 1         | Jamaica     | Estádio Cuscatlán, San Salvador |
| 20:00 (UTC−6)          | Roldan 90'  | FIFA CONCACAF | Antonio 82' | Árbitro: PUR José Raúl Torres   |

| 12 de novembro de 2021 | Canadá    | 1 – 0         | Costa Rica | Estádio Commonwealth, Edmonton |
| 19:05 (UTC−7)          | David 57' | FIFA CONCACAF |            | Árbitro: USA Ismail Elfath     |

| 12 de novembro de 2021 | Estados Unidos             | 2 – 0         | México | TQL Stadium, Cincinnati  |
| 21:10 (UTC−5)          | Pulisic 74' · McKennie 85' | FIFA CONCACAF |        | Árbitro: SLV Iván Barton |

### Oitava rodada
| 16 de novembro de 2021 | Jamaica     | 1 – 1         | Estados Unidos | Independence Park, Kingston        |
| 17:00 (UTC−5)          | Antonio 22' | FIFA CONCACAF | Weah 11'       | Árbitro: CRC Juan Gabriel Calderón |

| 16 de novembro de 2021 | Costa Rica                | 2 – 1         | Honduras   | Estádio Nacional, San José |
| 19:05 (UTC−6)          | Duarte 20' · Torres 90+5' | FIFA CONCACAF | Quioto 35' | Árbitro: USA Jair Marrufo  |

| 16 de novembro de 2021 | Panamá                     | 2 – 1         | El Salvador  | Estádio Rommel Fernández, Cidade do Panamá |
| 20:05 (UTC−5)          | Waterman 50' · Góndola 52' | FIFA CONCACAF | Henríquez 1' | Árbitro: MEX Marco Ortíz                   |

| 16 de novembro de 2021 | Canadá           | 2 – 1         | México      | Estádio Commonwealth, Edmonton |
| 19:05 (UTC−7)          | Larin 45+2', 52' | FIFA CONCACAF | Herrera 90' | Árbitro: GUA Mario Escobar     |

### Nona rodada
| 27 de janeiro de 2022 | Jamaica     | 1 – 2         | México                | Independence Park, Kingston |
| 19:00 (UTC−5)         | Johnson 50' | FIFA CONCACAF | Martín 81' · Vega 83' | Árbitro: SLV Ismael Cornejo |

| 27 de janeiro de 2022 | Estados Unidos | 1 – 0         | El Salvador | Lower.com Field, Columbus |
| 19:00 (UTC−5)         | Robinson 52'   | FIFA CONCACAF |             | Árbitro: GUA Bryan Lopez  |

| 27 de janeiro de 2022 | Honduras | 0 – 2         | Canadá                           | Estádio Olímpico Metropolitano, San Pedro Sula |
| 19:05 (UTC−6)         |          | FIFA CONCACAF | Maldonado 10' (g.c.) · David 73' | Árbitro: JAM Daneion Parchment                 |

| 27 de janeiro de 2022 | Costa Rica | 1 – 0         | Panamá | Estádio Nacional, San José |
| 20:05 (UTC−6)         | Ruiz 65'   | FIFA CONCACAF |        | Árbitro: USA Ismail Elfath |

### Décima rodada
| 30 de janeiro de 2022 | Canadá                    | 2 – 0         | Estados Unidos | Tim Hortons Field, Hamilton     |
| 15:05 (UTC−5)         | Larin 7' · Adekugbe 90+5' | FIFA CONCACAF |                | Árbitro: MEX César Arturo Ramos |

| 30 de janeiro de 2022 | Panamá                                    | 3 – 2         | Jamaica                     | Estádio Rommel Fernández, Cidade do Panamá |
| 18:05 (UTC−5)         | Brown 43' (g.c.) · Davis 51' · Ariano 69' | FIFA CONCACAF | Antonio 5' (pen) · Gray 87' | Árbitro: HON Selvin Brown                  |

| 30 de janeiro de 2022 | México | 0 – 0         | Costa Rica | Estádio Azteca, Cidade do México |
| 17:00 (UTC−6)         |        | FIFA CONCACAF |            | Árbitro: HON Said Martínez       |

| 30 de janeiro de 2022 | Honduras | 0 – 2         | El Salvador               | Estádio Olímpico Metropolitano, San Pedro Sula |
| 18:05 (UTC−6)         |          | FIFA CONCACAF | Bonilla 35' · Cerén 90+2' | Árbitro: CRC Keylor Herrera                    |

### Décima primeira rodada
| 2 de fevereiro de 2022 | Jamaica | 0 – 1         | Costa Rica   | Independence Park, Kingston |
| 19:00 (UTC−5)          |         | FIFA CONCACAF | Campbell 62' | Árbitro: USA Jair Marrufo   |

| 2 de fevereiro de 2022 | Estados Unidos                            | 3 – 0         | Honduras | Allianz Field, Saint Paul  |
| 18:30 (UTC−6)          | McKennie 8' · Zimmerman 37' · Pulisic 67' | FIFA CONCACAF |          | Árbitro: JAM Oshane Nation |

| 2 de fevereiro de 2022 | El Salvador | 0 – 2         | Canadá                       | Estádio Cuscatlán, San Salvador |
| 20:00 (UTC−6)          |             | FIFA CONCACAF | Hutchinson 66' · David 90+3' | Árbitro: USA Armando Villarreal |

| 2 de fevereiro de 2022 | México            | 1 – 0         | Panamá | Estádio Azteca, Cidade do México |
| 20:00 (UTC−6)          | Jiménez 80' (pen) | FIFA CONCACAF |        | Árbitro: SLV Iván Barton         |

### Décima segunda rodada
| 24 de março de 2022 | Jamaica  | 1 – 1         | El Salvador  | Independence Park, Kingston     |
| 18:05 (UTC−5)       | Gray 72' | FIFA CONCACAF | Zavaleta 21' | Árbitro: MEX Fernando Hernández |

| 24 de março de 2022 | Panamá        | 1 – 1         | Honduras      | Estádio Rommel Fernández, Cidade do Panamá |
| 20:05 (UTC−5)       | Blackburn 23' | FIFA CONCACAF | Maldonado 23' | Árbitro: USA Ismail Elfath                 |

| 24 de março de 2022 | México | 0 – 0         | Estados Unidos | Estádio Azteca, Cidade do México |
| 20:00 (UTC−6)       |        | FIFA CONCACAF |                | Árbitro: GUA Mario Escobar       |

| 24 de março de 2022 | Costa Rica   | 1 – 0         | Canadá | Estádio Nacional, San José |
| 20:05 (UTC−6)       | Borges 45+1' | FIFA CONCACAF |        | Árbitro: HON Said Martínez |

### Décima terceira rodada
| 27 de março de 2022 | Canadá                                                       | 4 – 0         | Jamaica | BMO Field, Toronto             |
| 16:05 (UTC−4)       | Larin 13' · Buchanan 44' · Hoilett 83' · Mariappa 88' (g.c.) | FIFA CONCACAF |         | Árbitro: MEX Fernando Guerrero |

| 27 de março de 2022 | El Salvador | 1 – 2         | Costa Rica                     | Estádio Cuscatlán, San Salvador |
| 15:05 (UTC−6)       | Gil 31'     | FIFA CONCACAF | Contreras 30' · Campbell 45+1' | Árbitro: JAM Daneon Parchment   |

| 27 de março de 2022 | Estados Unidos                                                   | 5 – 1         | Panamá    | Exploria Stadium, Orlando |
| 19:00 (UTC−4)       | Pulisic 17' (pen), 45+4' (pen), 65' · Arriola 23' · Ferreira 27' | FIFA CONCACAF | Godoy 86' | Árbitro: SLV Ivan Bartón  |

| 27 de março de 2022 | Honduras | 0 – 1         | México      | Estádio Olímpico Metropolitano, San Pedro Sula |
| 17:05 (UTC−6)       |          | FIFA CONCACAF | Álvarez 70' | Árbitro: USA Armando Villarreal                |

### Décima quarta rodada
| 30 de março de 2022 | Panamá     | 1 – 0         | Canadá | Estádio Rommel Fernández, Cidade do Panamá |
| 20:05 (UTC−5)       | Torres 49' | FIFA CONCACAF |        | Árbitro: USA Jair Marrufo                  |

| 30 de março de 2022 | Jamaica                           | 2 – 1         | Honduras         | Independence Park, Kingston |
| 20:05 (UTC−5)       | Bailey 39' (pen) · Morrison 45+2' | FIFA CONCACAF | Tejeda 18' (pen) | Árbitro: CRC Keylor Herrera |

| 30 de março de 2022 | México                         | 2 – 0         | El Salvador | Estádio Azteca, Cidade do México |
| 19:05 (UTC−6)       | Antuna 17' · Jiménez 43' (pen) | FIFA CONCACAF |             | Árbitro: JAM Oshane Nation       |

| 30 de março de 2022 | Costa Rica                 | 2 – 0         | Estados Unidos | Estádio Nacional, San José |
| 19:05 (UTC−6)       | Vargas 51' · Contreras 59' | FIFA CONCACAF |                | Árbitro: CAN Drew Fischer  |